# Little Horkesley
Little Horkesley è un villaggio e parrocchia civile dell'Inghilterra, appartenente alla contea dell'Essex.